# Вазген Сафарянц
Сафарянц Вазген Григорійович (рос. Вазген Григорьевич Сафарьянц, біл. Вазген Сафар’янц; 22 жовтня 1984, Орджонікідзе, Північна Осетія) — білоруський боксер вірменського походження, призер чемпіонатів Європи.

## Аматорська кар'єра
Вазген Сафарянц народився у Північній Осетії, де і почав займатися боксом. Пізніше переїхав у Москву, де продовжив боксувати, але через велику конкуренцію серед російських боксерів вирішив виступати за збірну Білорусі.
2006 року Вазген Сафарянц, здобувши дві перемоги і програвши у півфіналі Грачику Джавахяну (Вірменія) — 16-25, завоював бронзову медаль на чемпіонаті Європи.
На чемпіонаті світу 2007 програв у третьому бою у 1/8 фіналу і не потрапив на Олімпійські ігри 2008.
На чемпіонаті Європи 2008 Вазген Сафарянц отримав срібну медаль.
- В 1/16 фіналу переміг Філіпа Палича (Хорватія) — 11-7
- В 1/8 фіналу переміг Джорджана Попеску (Румунія) — 5-4
- У чвертьфіналі переміг Тома Сталкер (Англія) — 6-4
- У півфіналі переміг Росса Хіккі (Ірландія) — 9-3
- У фіналі програв Леоніду Костильову (Росія) — 3-7

На чемпіонаті світу 2009 програв у 1/16 фіналу українцю Дмитру Буленкову.
На чемпіонаті Європи 2010 програв у другому бою.
У квітні 2012 року кваліфікувався на Олімпійські ігри 2012.
На Олімпійських іграх 2012 програв у першому бою за додатковими показниками Хан Сун Чхоль (Південна Корея) — 13-13(+).
На чемпіонаті Європи 2013 Вазген Сафарянц отримав другу срібну медаль, програвши лише у фіналі чемпіону Павлу Іщенко (Україна) — 0-2.
На чемпіонаті світу 2013 програв у першому бою.
На Європейських іграх 2015 програв у другому бою Матеушу Польському (Польща).
На чемпіонаті Європи 2015 програв у другому бою Доменіко Валентіно (Італія).
Не зумів кваліфікуватися на Олімпійські ігри 2016.
На чемпіонаті Європи 2017 програв у першому бою Павлу Іщенко (Ізраїль) — 2-3.